# 조광 (평양후)
조광(曹曠, ? ~ ?)은 후한 초기의 제후로, 전한의 개국공신 조참의 후손이다.

## 행적
아버지 조굉의 뒤를 이어 평양후(平陽侯)에 봉해졌다. 조광은 반고가 《한서》를 집필할 당시에도 작위를 유지하고 있었다.
건초 8년(83년)에 풍분이 평양후에 봉해진 것으로 보아 이 이전에 조씨 가문의 작위가 단절된 것이 분명하나, 전말은 알 수 없다.

## 출전
- 반고, 《한서》 
  - 권16 고혜고후문공신표
  - 권39 소하조참전
- 범엽, 《후한서》 
  - 권26 복후송채풍조모위열전

| 전임 아버지 조굉 | 후한의 평양후 ? ~ 83년? | 후임 (사실상) 풍분 |